# Kanalizacja podciśnieniowa

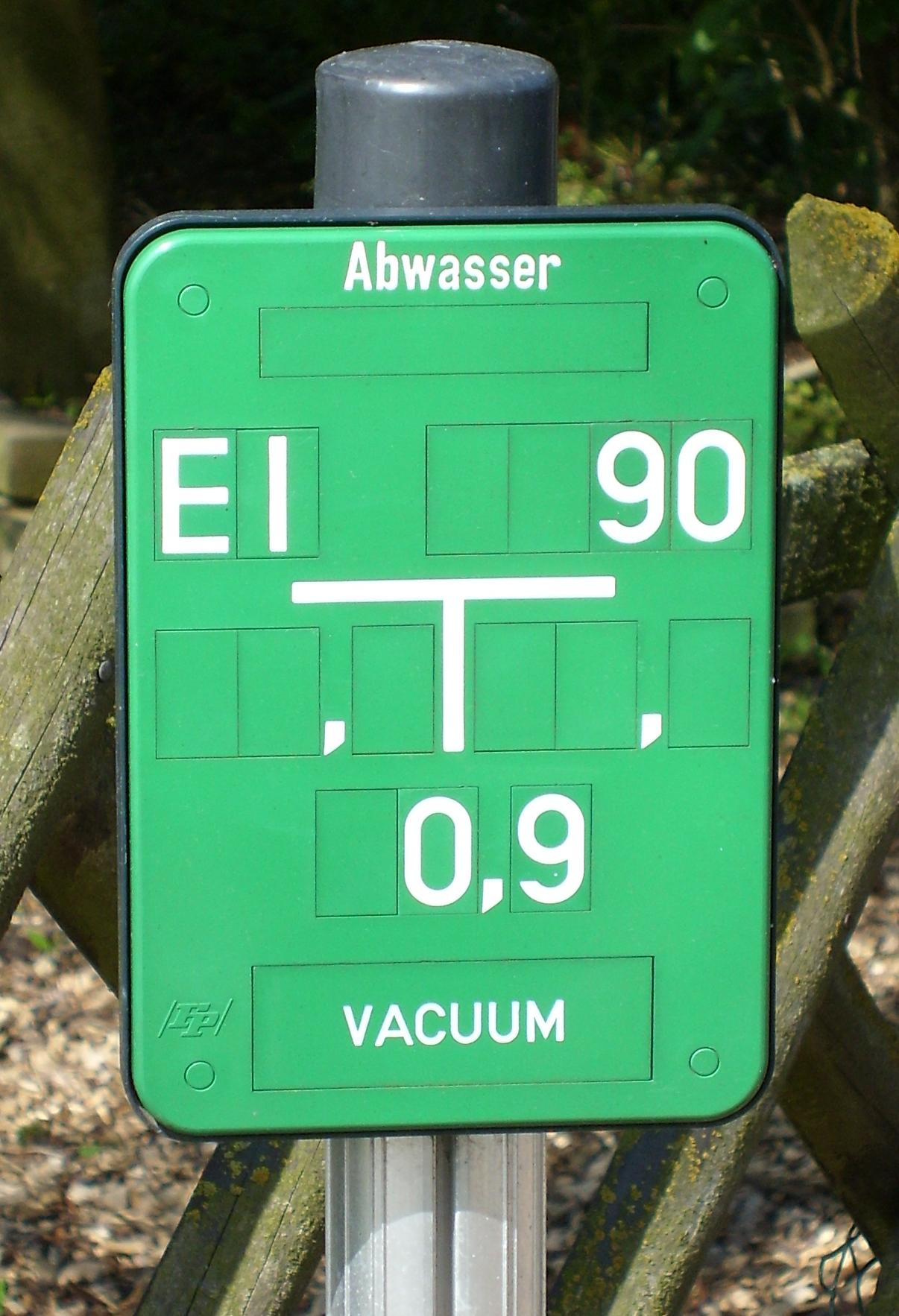
Stosowany w Niemczech znak wskazujący kanalizację podciśnieniową

Kanalizacja podciśnieniowa – system kanalizacji niekonwencjonalnej, w którym transport cieczy wywołany jest różnicą ciśnień pomiędzy zbiorczym rurociągiem podciśnieniowym, a atmosferą. Różnica ta z kolei spowodowana jest podciśnieniem generowanym pracą pomp próżniowych.

## Wiadomości ogólne
Kanalizacja podciśnieniowa zaliczana jest do niekonwencjonalnych systemów odprowadzania ścieków, za których transport odpowiedzialne są pompy ściekowe i odbywa się w wyniku wytworzenia podciśnienia oraz zassania wraz ze ściekami z domostw określonej ilości powietrza atmosferycznego. System ten wykorzystywany jest przede wszystkim na terenach o niewielkich deniwelacjach to znaczy na terenach o w przybliżeniu płaskim ukształtowaniu, co uniemożliwia grawitacyjny spływ ścieków. Ten typ kanalizacji może współpracować z systemem kanalizacji grawitacyjnej i ciśnieniowej. Kanalizacja podciśnieniowa przeznaczona jest również dla terenów, na których pozostałe rodzaje systemów kanalizacyjnych budzą zastrzeżenia natury techniczno-ekonomicznej lub z punktu widzenia ochrony środowiska.

## Budowa i zasada działania
Na świecie jest stosowanych wiele systemów kanalizacji podciśnieniowej. Budowy i zasady działania wymienionych typów są do siebie podobne. System kanalizacji podciśnieniowej charakteryzuje się tym, że w sieci zbiorczych rurociągów podciśnieniowych wytwarzane jest podciśnienie, a wraz z wprowadzaniem ścieków do tejże sieci konieczne jest wtłoczenie określonej ilości powietrza, aby mógł nastąpić transport ścieków w zbiorczych rurociągach podciśnieniowych.
Na system kanalizacji podciśnieniowej składają się: węzły opróżniające z zaworami opróżniającymi, podłączeniowe i zbiorcze rurociągi podciśnieniowe oraz stacje próżniowo-pompowe. Przykładowa budowa i zasada działania systemu podciśnieniowego: Z budynku mieszkalnego ścieki spływają przykanalikiem grawitacyjnie do studzienki z zaworem opróżniającym. Po osiągnięciu maksymalnego napełnienia ściekami studzienki zbiorczej węzła opróżniającego mechanizm sterujący otwiera zawór opróżniający. Ze względu na różnicę ciśnień pomiędzy zbiorczym rurociągiem podciśnieniowym, a atmosferą następuje wpierw zassanie ścieków z węzła, a następnie odpowiedniej ilości powietrza atmosferycznego za pomocą rury napowietrzającej do rurociągu zbiorczego. Mieszanina ta następnie transportowana jest do zbiornika podciśnieniowego i po osiągnięciu odpowiedniego poziomu mechanizm sterujący zaworami odcinającymi powoduje odcięcie dalszego dopływu ścieków. Następnie następuje uruchomienie zatapialnej pompy ściekowej co powoduje transport ścieków rurociągiem ciśnieniowym do oczyszczalni ścieków. Gdy ciśnienie w zbiorniku podciśnieniowym spadnie do określonego poziomu mechanizm sterujący pomp próżniowych uruchamia je, które następnie wytłaczają powietrze ze zbiornika kierując je do oczyszczenia za pomocą biologicznego filtra powietrza z wypełnieniem korą. System będzie działać sprawnie wyłącznie wtedy, gdy układ w całości będzie szczelny w czasie pracy. System kanalizacji podciśnieniowej charakteryzuje się tym, że wymaga regularnej kontroli i konserwacji.